# Старобадиковское сельское поселение
Старобадиковское се́льское поселе́ние — муниципальное образование в Зубово-Полянском районе Мордовии Российской Федерации.
Административный центр — село Старое Бадиково.

## История
Статус и границы сельского поселения установлены Законом Республики Мордовия от 7 февраля 2005 года № 12-З «Об установлении границ муниципальных образований Зубово-Полянского муниципального района, Зубово-Полянского муниципального района и наделении их статусом сельского поселения, городского поселения и муниципального района».
Законом от 24 апреля 2019 года, в Старобадиковское сельское поселение (сельсовет) был включён единственный населённый пункт упразднённого Новобадиковского сельского поселения (сельсовета).

## Население
| 2002 | 2010 | 2012 | 2013 | 2014 | 2015 | 2016 |
| ---- | ---- | ---- | ---- | ---- | ---- | ---- |
| 781  | ↘574 | ↘547 | ↘526 | ↘510 | ↘479 | ↘464 |
| 2017 | 2018 | 2019 | 2020 | 2021 |      |      |
| ↘445 | ↘433 | ↘391 | ↗775 | ↗777 |      |      |

## Состав сельского поселения
| № | Населённый пункт | Тип населённого пункта | Население |
| - | ---------------- | ---------------------- | --------- |
| 1 | Ленина           | посёлок                | ↘95       |
| 2 | Марляй           | посёлок                | ↘4        |
| 3 | Новое Бадиково   | село                   | ↘404      |
| 4 | Старое Бадиково  | село                   | ↘475      |